# Zaria (Nigèria)
Zaria (antiga Zazzau o Zegzeg) és una ciutat de Nigèria, a l'estat de Kaduna, capçalera d'una àrea de govern local (LGA) i de l'emirat tradicional de Zaria. La LGA té una superfície de 301 km² i una població (cens de 2006) de 408.198 habitants.